# Bernard Blondeau
Pour les articles homonymes, voir Blondeau.
Bernard Blondeau  est un tireur français, né le 28 mai 1944, spécialisé en Fosse olympique.

## Palmarès

### Championnats du monde
- Champion du monde par équipes (de double trap, pour cette seule compétition) en 1990 à Moscou;
- Vice-champion du monde par équipes en 1982 à Caracas;
- 3e des championnats du monde par équipes en 1979 à Montecatini Terme;

### Championnats d'Europe
- Champion d'Europe individuel en 1981 à Moscou;
- Champion d'Europe par équipes en 1976 à Brno;
- 3e des championnats d'Europe par équipes à Montecatini en 1979 et à Moscou en 1981;

## Championnats de France
- Champion de France en 1974 et 1978;

## Jeux Olympiques
- Participation aux Jeux olympiques d'été de 1976 à Montréal (Canada) (8e).